# Дазаев, Гойта Мацуевич
Гойта (Гойти) Мацуевич Дазаев (род. 17 декабря 1990 года, Чечено-Ингушская АССР) — казахстанский боец смешанных единоборств чеченского происхождения, представитель полусредней весовой категории. Выступает на профессиональном уровне с 2013 года, известен по участию в турнирах бойцовских организаций ACA, WFCA, M-1 Challenge, AMC Fight Nights Global. Мастер спорта России по вольной борьбе.
Чемпион Азии по ММА, двукратный чемпион Азии по панкратиону, двукратный чемпион Мира по панкратиону, финалист чемпионата мира по ММА.

## Биография
Гойта Дазаев родился 17 декабря 1990 года в Чечено-Ингушской ССР. Проживает в городе Актобе, Казахстан.
Профессиональный боец смешанных единоборств, представляет страну Казахстан. Его рекорд ММА 11-3-1. Он является мастером спорта по вольной борьбе, двукратным чемпионом мира и Азии по панкратиону, чемпионом Азии по ММА. А также является финалистом чемпионата мира по ММА.
11 апреля 2021 года на турнире AMC Fight Night 100 досрочно проиграл Дмитрию Бикрёву в бою за титул чемпиона в полусреднем весе.

## Достижения
- 2-х чемпион Мира и Азии по панкратиону;
- Чемпион Азии по ММА[7].
- Серебряный призёр чемпионата мира по ММА[8].

## Статистика ММА
| Боёв 15  | Побед 11 | Поражений 3 |
| -------- | -------- | ----------- |
| Нокаутом | 7        | 3           |
| Сдачей   | 0        | 0           |
| Решением | 4        | 0           |
| Ничьи    | 1        | 1           |

| Результат | Рекорд | Соперник          | Способ                                        | Турнир                                             | Дата             | Раунд | Время | Место              | Примечание  |
| --------- | ------ | ----------------- | --------------------------------------------- | -------------------------------------------------- | ---------------- | ----- | ----- | ------------------ | ----------- |
| Победа    | 11-3-1 | Олег Косинов      | Решением (единогласным)                       | AMC Fight Nights 110: Пономарев - Шуаев            | 25 марта 2022    | 3     | 5:00  | Астрахань, Россия  |             |
| Поражение | 10-3-1 | Дмитрий Бикрев    | Техническим нокаутом (удары)                  | AMC Fight Nights 100: Бикрев - Дазаев              | 11 апреля 2021   | 3     | 0:43  | Москва, Россия     |             |
| Победа    | 10-2-1 | Максим Буторин    | Техническим нокаутом (остановка доктором)     | FNG и GFC: Турнир памяти Абдулманапа Нурмагомедова | 9 сентября 2020  | 3     | 1:36  | Москва, Россия     |             |
| Поражение | 9-2-1  | Алтынбек Мамашов  | Техническим нокаутом (удары)                  | ACA 102: Туменов - Ушуков                          | 29 ноября 2019   | 1     | 2:34  | Алматы, Казахстан  |             |
| Победа    | 9-1-1  | Александр Бутенко | Решением (единогласным)                       | M-1 Challenge 102 Rakhmonov vs. Varejao            | 28 июня 2019     | 3     | 5:00  | Астана, Казахстан  |             |
| Победа    | 8-1-1  | Василий Курочкин  | Техническим нокаутом (удары)                  | WFCA 54 Dudaev vs. Taimanglo                       | 16 ноября 2018   | 3     | 1:09  | Бахрейн            |             |
| Поражение | 7-1-1  | Мурад Абдулаев    | Нокаутом (удар ногой с разворота и добивание) | WFCA 48 Zhamaldaev vs. Khasbulaev 2                | 4 мая 2018       | 1     | 4:18  | Баку, Азербайджан  |             |
| Ничья     | 7-0-1  | Элиас Сильверио   | Решение (раздельное)                          | WFCA 43 - Grozny Battle                            | 4 октября 2017   | 3     | 5:00  | Грозный, Россия    |             |
| Победа    | 7-0    | Самат Емилбеков   | Техническим нокаутом (удары)                  | WFCA 35 Battle in Astana                           | 1 апреля 2017    | 2     | 4:43  | Астана, Казахстан  |             |
| Победа    | 6-0    | Миршоб Ахроров    | Техническим нокаутом (удары)                  | Kazakhstan MMA Federation Battle of Nomads 8       | 10 июня 2016     | 1     | 0:59  | Щучинск, Казахстан |             |
| Победа    | 5-0    | Юрий Изотов       | Техническим нокаутом (удары)                  | Alash Pride Selection 14                           | 27 марта 2016    | 2     | 3:12  | Алматы, Казахстан  |             |
| Победа    | 4-0    | Рим Хазиахметов   | Решением (единогласным)                       | Professional Combat Sambo Battle of Warriors       | 30 января 2016   | 2     | 5:00  | Самара, Россия     |             |
| Победа    | 3-0    | Алексей Сусаев    | Нокаутом (удар коленом)                       | Kazakhstan MMA Federation Battle of Nomads 6       | 19 сентября 2015 | 2     | 1:50  | Актобе, Казахстан  |             |
| Победа    | 2-0    | Мурад Омаров      | Техническим нокаутом (удары)                  | White Night Fighting Championship - Elets Battle   | 25 сентября 2014 | 2     | 1:20  | Елец, Россия       |             |
| Победа    | 1-0    | Элвин Рустамов    | Решением (единогласным)                       | WMMAA World MMA Association World Cup              | 15 декабря 2013  | 2     | 5:00  | Баку, Азербайджан  | Дебют в ММА |